# Horodiștea, Botoșani
Horodiștea este un sat în comuna Păltiniș din județul Botoșani, Moldova, România.

## Așezarea
Satul Horodiștea din comuna Păltiniș, județul Botoșani, este cea mai nordică localitate din Romania.
Situată pe valea Prutului, casele fiind aranjate majoritatea lângă șoseaua națională Dorohoi – Rădăuți-Prut. Populația este de aproximativ 100 familii iar în satul nou Horodiștea, recent construit, la aproximativ 1 km distanță, are o populație de 60 de familii.

## Istoric
Pe teritoriul acestei localități s-a descoperit cetatea dacică Carsidava.
Denumirea satului Horodiștea este forma regională moldovenească a termenului „grădiște” (loc al unei așezări istorice - NODEX, de obicei a unei cetăți năruite) .
Se presupune că existența satului ar fi început între secolul V și secolul VII, epocă în care în ținutul Carpilor are loc migrarea slavilor. Nicolae Iorga citează Horodiștea și ca stațiune preistorică în Istoria românilor, vol. I.
Tot din perioada medievală timpurie datează și Bâtca, care a fost o altă întărire de pământ, construită cu scop de apărare și de pază.
În anul 1968, în satul Horodiștea a fost înglobat satul Crăiniceni.

## Lăcașuri de cult
- Biserica „Sf. Mucenic Gheorghe” a fost sfințită în anul 1904, din ctitoria moșierului local Gheorghe Văsescu. Până atunci, satul Horodiștea nu avea biserică proprie. Planul bisericii este în formă de cruce, având pridvor, pronaos, naos și altar. Acoperișul este în formă de șarpantă având fixat pe el 3 cruci: deasupra pridvorului, pronaosului și altarului. Turla este deasupra pronaosului având formă prismatică cu baza de pătrat. Pereții, la interior sunt peste tot zugrăviți iar la exterior văruiți în culoare crem. Dușumeaua este peste tot din scândură de brad. Altarul este în formă semicirculară și prevăzut cu două ocnițe: una la proscomidie și una în partea opusă. Biserica nu este pictată integral în interior. Pe boltei sunt pictați cei patru evangheliști, iar pe bolta altarului Hristos Pantocrator. Catapeteasma este din lemn de tei și lipsită de ornamentație sculpturală. Icoanele împărătești sunt pictate în stil bizantin. Biserica a fost reparată în anul 1945, când i s-a schimbat ușa la pridvor și dușumeaua.